# Stimmstamm
Der Stimmstamm, auch Stimm Stamm genannt, in Nordrhein-Westfalen ist ein nahe Meschede liegender und 541,1 m ü. NHN hoher Gebirgspass des Nordsauerländer Oberlandes im Kreis Soest nahe der Grenze zum Hochsauerlandkreis.

## Geographie

### Lage
Der Stimmstamm liegt im Plackwald, einem Teil des Nordsauerländer Oberlandes, im Naturpark Arnsberger Wald. Im Süden des Kreises Soest befindet er sich 5,1 km südsüdwestlich des Ortsrandes von Warstein und knapp 3 km (jeweils Luftlinie) nordnordöstlich vom Ortsrand des im benachbarten Hochsauerlandkreis gelegenen Meschede; die Grenze beider Landkreise verläuft minimal rund 150 m südöstlich des Passes. Umgeben ist der Stimmstamm von Wald des Naturparks.

### Gewässer
Der Stimmstamm liegt auf der Wasserscheide zwischen Möhne im Norden und Ruhr im Süden: Das Wasser der Bäche, wie Bilstein- und Wideybach, die nördlich der Hochlage des Passes entspringen, fließt letztlich über die nordwärts strebende Wester dem Ruhr-Zufluss Möhne zu. Dem entgegen verläuft jenes der kurzen Bäche, die südlich dieser Hochlage quellen, durch die südwestwärts fließende Gebke dem Rhein-Zufluss Ruhr zu.

### Straßenverlauf
Über den Stimmstamm führt zwischen Belecke und Meschede die Bundesstraße 55: Von der rund 11 km (Luftlinie) nordnordöstlich des Passes in Belecke stehenden Möhnebrücke (ca. 255 m Höhe) verläuft die überwiegend südsüdwestwärts gerichtete Straße – mit zwischenzeitlichem leichten Anstieg vor der nahe dem (einstigen) Warsteiner Reckhammer über den Wester-Zufluss Schorenbach führenden Brücke (ca. 280 m Höhe) – durch Warstein und über den Pass zur Ruhrbrücke (Antoniusbrücke; ca. 263 m Höhe) im nahen Meschede.

## Passhöhe
Direkt auf der Passhöhe zweigt von der Bundesstraße 55 in Richtung Südosten ein Waldweg ab, der sich die Strecke mit dem Plackweg teilt. Dieser einstige Handels- und heutige Wanderweg führt beiderseits des Passes über die Hochlagen des Nordsauerländer Oberlandes – im Osten vorbei am rund 2,8 km vom Pass entfernten Aussichtsturm Lörmecke-Turm und im Westen vorbei am rund 1,5 km westsüdwestlich des Passes stehenden Fernmeldeturm Meschede. Etwa 360 m südwestlich des Passes steht an der B 55 der Gasthof Stimm Stamm (Gemarkung Warstein); während sich dort am Haus die Höhenangabe „542 m“ befindet, ist topographischen Karten 540,48 m als vor dem Gebäude verzeichnete Höhenangabe zu entnehmen. Rund 130 m südwestlich des Gasthofs steht im Wald das  Naturfreundehaus Stimmstamm (Gemarkung Eversberg), und etwa 1.050 m (je Luftlinie) südwestlich des Passes zweigt von der B 55 auf rund 498 m Höhe die Landesstraße 856 ab, die vorbei am Fernmeldeturm Meschede nordwärts nach Hirschberg führt.

## Geschichte
Der Stimmstamm lag im früheren Staat Preußen an der Grenze der ehemaligen Kreise Arnsberg und Meschede und war an der 1816 bis 1828 modernisierten Straße Minden–Meschede–Koblenz für den Straßenverkehr eine Durchgangsstation. Damals wurde dort ein Wegewärterhaus und daneben ein Hebestellenhaus errichtet, in dem in einer Stube bis 1875 Wegezoll kassiert wurde; Reisende konnten bewirtet werden. Vor Ort pausierten die Postkutschen (ab 1921 durch Postautos ersetzt) der Postlinie Meschede–Lippstadt. Im einstigen Hebestellenhaus befindet sich nun der Gasthof Stimm Stamm.
Nach Ende des Zweiten Weltkrieges (1939–1945) kam es nach Auflösung der Gefangenenlager am Stimmstamm zu zahlreichen Verbrechen. Unter anderem wurde am 8. Juni 1945 Bruder Virgil Wilhelm möglicherweise durch marodierende Fremdarbeiter ermordet. Er war der erste Mönch, der nach der Vertreibung durch die Nationalsozialisten in die Abtei Königsmünster in Meschede zurückgekehrt war. Ein Gedenkstein am Abzweig der Straße nach Hirschberg erinnert daran.

## Belege
1. 1 2 3 4  Topographisches Informationsmanagement, Bezirksregierung Köln, Abteilung GEObasis NRW (Hinweise)
2. ↑  Stimm-Stamm (private Homepage)
3. ↑  Kriegsende – Die Stunde Null (siehe Kapitel Angst und Schrecken nach Auflösung der Gefangenenlager; Seite 49ff), Stadtarchiv Meschede (PDF; 1,0 MB)